# Angerville-la-Campagne
Angerville-la-Campagne is een gemeente in het Franse departement Eure (regio Normandië). De plaats maakt deel uit van het arrondissement Évreux. Angerville-la-Campagne telde op 1 januari 2022 1.404 inwoners.

## Geografie
De oppervlakte van Angerville-la-Campagne bedroeg op 1 januari 2022 3,62 vierkante kilometer; de bevolkingsdichtheid was toen 387,8 inwoners per km².

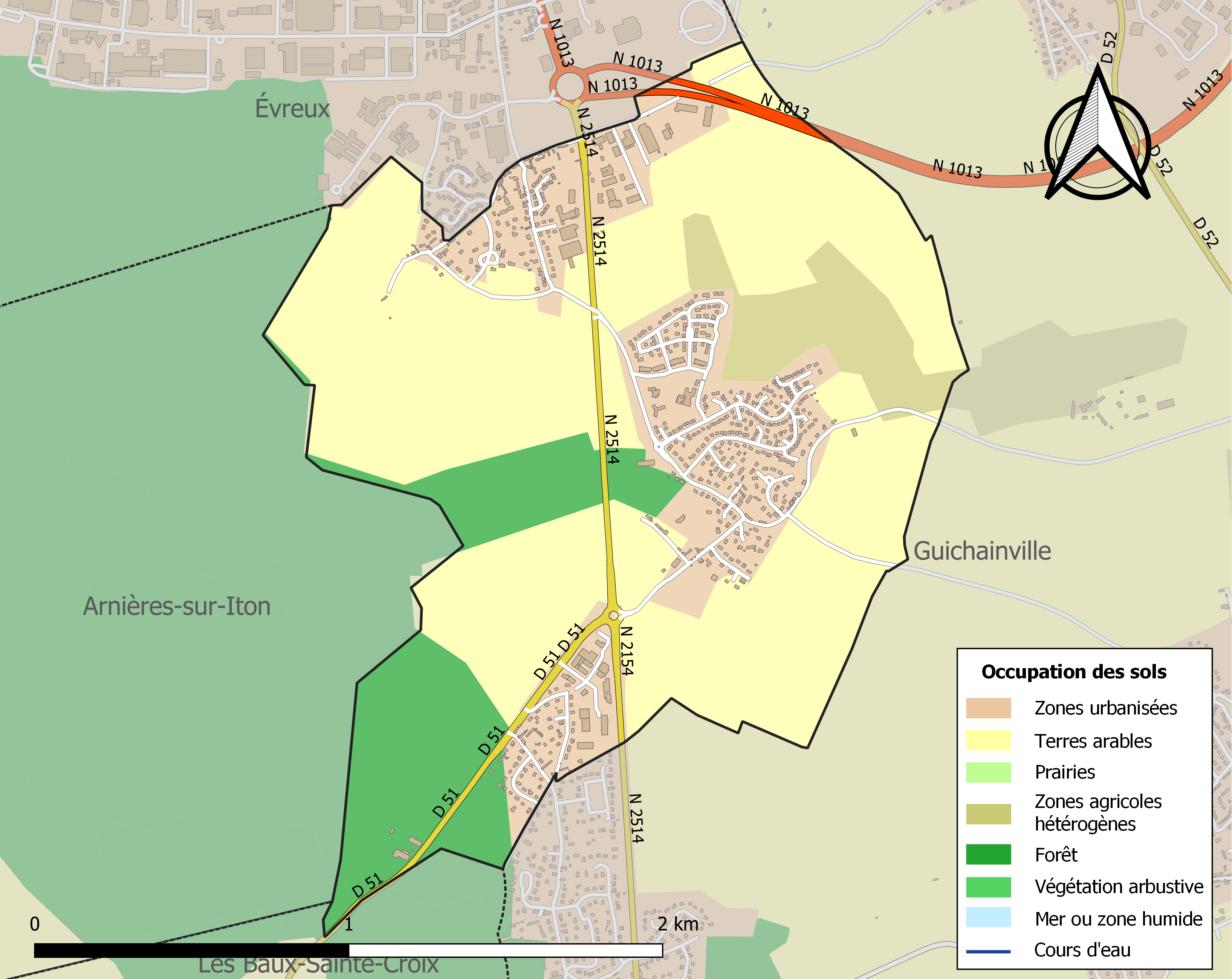
Kaart van de gemeente met belangrijkste infrastructuur, bodemgebruik en omliggende gemeenten

## Demografie
Onderstaande figuur toont het verloop van het inwonertal (bron: INSEE-tellingen).